# Дървесен вид
В специализирания жаргон в областта на лесовъдството с понятието дървесен вид обикновено се означава вид дърво, но понякога може да е подвид или сорт, към който, по различни причини, има засилен интерес в горското стопанство.
Лесовъдите разграничават следните дървесни видове:
- според ботаническата класификация, широколистни видове, обикновено листопадни дървета, които са най-често покритосеменни, и иглолистни дървета (вечнозелени, с изключение на лиственицата), които са голосеменни растения;
- според техния произход се прави разграничение между местните дървесни видове от една страна и екзотичните или въведените видове, от друга;

Съществуват и други признаци, по които могат да бъдат разделени дървесните видове.